# HD 155103
HD 155103, c Геркулеса (лат. c Herculis) — кратная звезда в созвездии Геркулеса на расстоянии приблизительно 182 световых лет (около 55,8 парсек) от Солнца.

## Характеристики
Первый компонент (HD 155103A) — белая звезда спектрального класса kA5hF0VmF2, или A5m, или A5. Видимая звёздная величина звезды — +5,48m. Масса — около 1,944 солнечной, радиус — около 2,64 солнечных, светимость — около 15 солнечных. Эффективная температура — около 7051 K.
Второй компонент — коричневый карлик. Масса — около 51,33 юпитерианских. Удалён в среднем на 1,867 а.е..
Третий компонент (HD 155103B) — белая звезда спектрального класса A. Видимая звёздная величина звезды — +6,1m. Орбитальный период — около 8,1356 года. Удалён на 0,1 угловой секунды.
Четвёртый компонент (WDS J17080+3556C). Видимая звёздная величина звезды — +12,1m. Удалён на 19,3 угловых секунды.
Пятый компонент (WDS J17080+3556D). Видимая звёздная величина звезды — +11,46m. Удалён на 80 угловых секунд.